# Elliptio
Elliptio је род слатководних шкољки, мекушаци из породице Unionidae, речне шкољке.
За разлику од многих других родова у Америци Elliptio има највећу разноликост врста на месту уливања река Џорџије и Каролини у Атлантски океан, као и у великом делу Флориде. Једна врста се налази северно у Новој Енглеској и јужној Канади, а два се јављају у унутрашњости слива реке Мисисипи. Већина врста рода Elliptio су издужене љуштуре, уз сребрну или љубичасту боју седефа, а неке од њих су велике или велике дебљине. 
Име рода Elliptio потиче од њиховог елиптичног облика.

## Врсте
Од 2003. године постоји 36 врста из овог рода:
- Elliptio ahenea (Lea, 1845) – southern lance
- Elliptio angustata (Lea, 1831) – Carolina lance
- Elliptio arca (Conrad, 1834) – Alabama spike
- Elliptio arctata (Conrad, 1834) – delicate spike
- Elliptio buckleyi
- Elliptio chipolaensis (Walker, 1905) – Chipola slabshell
- Elliptio cistellaeformis (Lea, 1863) – box spike
- Elliptio complanata (Lightfoot, 1786) – eastern elliptio
- Elliptio congaraea (Lea, 1831) – Carolina slabshell
- Elliptio crassidens (Lamarck, 1819) – elephant-ear, elephantear
- Elliptio cylindracea Frierson, 1927
- Elliptio dariensis (Lea, 1842) – Georgia elephantear
- Elliptio dilatata (Rafinesque, 1820) – spike
- Elliptio downiei (Lea, 1858) – Satilla elephantear
- Elliptio errans (Lea, 1856) – oval Elliptio
- Elliptio fisheriana (Lea, 1838) – northern lance
- Elliptio folliculata (Lea, 1838) – pod lance
- Elliptio fraterna (Lea, 1852) – brother spike
- Elliptio fumata (Lea, 1857)
- Elliptio hepatica (Lea, 1859) – brown elliptio
- Elliptio hopetonensis (Lea, 1838) – Altamaha slabshell
- Elliptio icterina (Conrad, 1834) – variable spike
- Elliptio jayensis (Lea, 1838) – flat spike
- Elliptio judithae Clarke, 1986 – plicate spike
- Elliptio lanceolata (Lea, 1828) – yellow lance
- Elliptio marsupiobesa Fuller, 1972 – Cape Fear spike
- Elliptio mcmichaeli Clench & Turner, 1956 – fluted elephantear
- Elliptio monroensis (Lea, 1843) – St. Johns elephantear
- Elliptio nigella (Lea, 1852) – recovery pearly mussel, winged spike
- Elliptio occulta (Lea, 1843)
- Elliptio producta (Conrad, 1836) – Atlantic spike
- Elliptio pullata (Lea, 1856)
- Elliptio purpurella (Lea, 1857)
- Elliptio raveneli (Conrad, 1834) – Carolina spike
- Elliptio roanokensis (Lea, 1838) – Roanoke slabshell
- Elliptio shepardiana (Lea, 1834) – Altamaha lance
- Elliptio spinosa (Lea, 1836) – Altamaha spinymussel
- Elliptio steinstansana R.I. Johnson & Clarke, 1983 – Tar River spinymussel, Tar spinymussel
- Elliptio waltoni (Lea, 1863) – Waccamaw spike